# Авторское право в Израиле
Авторское право в Израиле — совокупность правовых норм в Государстве Израиль, устанавливающих правовые отношения между авторами, издателями и обществом. В настоящее время законодательно авторское право в Израиле регулируется Законом «Об авторском праве» от 2007 года (с изменениями от 28 июля 2011 года). Израиль является страной, подписавшей все основные международные документы, регламентирующие правоотношения в рамках авторского права.
Авторское право в Израиле по статусу приравнивается к конституционному праву, в пределах свобод слова. В отличие от многих других государств, имеющих регистрационные органы авторского права (например, Бюро авторского права США), Израиль не предоставляет регистрацию авторским произведениям. Авторское право на произведение появляется автоматически по факту создания уникальной работы.

## Современное законодательство

### Субъект и объект авторского права
Авторское право в Израиле защищает оригинальные литературные, художественные, драматические и музыкальные произведения, зафиксированные в какой-либо форме. А также звукозаписи.
Закон об авторском праве не защищает идеи, процессы или способы исполнения, математические понятия, факты или новости дня.
По умолчанию обладатель авторских прав на произведение — создатель этого произведения. В ином случае автор может заключить договор с лицом, которому передаёт авторское право на произведение (однако моральное право всегда остаётся за автором). Следует отметить, что авторские права на работы, созданные сотрудниками на рабочем месте, принадлежат работодателю по умолчанию, если не указано иное. Несмотря на это, сам автор произведения имеет моральное право на него и его имя должно быть указано на публикации.
Если же произведение создано госслужащим в период выполнения прямых служебных обязанностей, то оно автоматически становится собственностью государство, и Израиль считается автором такой работы. Срок защиты такого произведения составляет 50 лет с момента публикации. Моментом истечение авторского права на произведение и перехода работы в общественное достояние считается 31 декабря того года, в котором авторское право истекает.

### Срок действия авторского права
Являясь государством-участником Бернской конвенции, Израиль обязуется устанавливать срок авторского права в стране, начиная от 50 лет после смерти автора и никак не меньше. Таким образом, авторское право в Израиле для авторов действует всю их жизнь и ещё 70 лет после их смерти. Если автор публикует произведение анонимно или под псевдонимом, авторское право на такое произведение будет длиться 70 с момента публикации работы. На аудиозаписи авторское право распространяется в течение 50 лет с момента их создания.

## Борьба с нарушениями
Появление интернета положило начало интернет-пиратству, с которым правообладатели не могли некоторое время бороться из-за быстро устаревших законов об авторском праве. Израиль к 2013 году входил в первую десятку стран по количеству нелегальных скачиваний файлов из сети интернет. Для борьбы с пиратством в 2011 году в Израиле создана компания Zira (Copyrights on the Internet) Ltd., призванная защищать правообладателей в израильском сегменте интернета. В апреле 2013 года суд Тель-Авива вынес решение о закрыти и двух популярных в Израиле сайтов Gozlan и Nako, нелегально распространявших ТВ-вещание в интернете. Некоторые правозащитники вместе с владельцами подобных сайтов организовали движение Stop Zira, провозглашая своей целью свободу в интернете. По их словам, блокируемые сайты физически находятся не в Израиле, соответственно не должны быть в юрисдикции израильских судов, таким образом, по их мнению, у судов нет никаких законных оснований требовать от интернет-провайдеров блокировать такие сайты. По мнению Мейталя Грейвер-Шварца, директора по вопросам государственного регулирования интернет-сообщества в Израиле, «блокирование сайтов это очень серьёзный вопрос, и это можно сделать только тогда, когда все другие альтернативы будут исчерпаны». Также известен случай с отменой временного решения по блокировке сайта Popcorn Time, который в 2015 году был неправомерно заблокирован районным судом Тель-Авива.

## Международные договоры
Государство Израиль подписало все важнейшие договоры, касающиеся защиты интеллектуальной собственности и регламентирующие международные правовые отношения.
- Бернская конвенция об охране литературных и художественных произведений (присоединение 14 декабря 1949 года)
- Конвенция, учреждающая Всемирную организацию интеллектуальной собственности (подписана 14 июль 1967 года)
- Договор по исполнениям и фонограммам (подписан 25 марта 1997 года)
- Договор ВОИС по авторскому праву (присоединение 30 сентября 2002 года)
- Римская конвенция (присоединение 30 сентября 2002 года)